# Lifeblood
Lifeblood (рус. «Источник жизненной энергии») — седьмой студийный альбом группы Manic Street Preachers, издан 1 ноября 2004 года, альбому предшествовал сингл «The Love of Richard Nixon». Пластинка дебютировала в UK Albums Chart на 13-м месте и провела только две недели в топ-75.

## Об альбоме
Lifeblood был записан в Нью-Йорке и Уэльсе при участии продюсера Тони Висконти. В альбоме присутствует песня о Эммелин Панкхёрст, лидере британского женского движения суфражисток («Emily»), но в остальном ранние политические песни группы сменились личными переживаниями, посвященными таким темам, как прошлое группы («1985») и бывший участник Ричи Эдвардс («Cardiff Afterlife»). Альбом также музыкально отличался от предыдущих записей группы, сменив традиционные гитарные риффы более тонкой и мелодичной игрой, акцент которой уделялся клавиатуре и синтезаторам. Это привело к более мягкому звуку, который Ники Уайр описал как «элегический поп» в течение процесса записи.
«Empty Souls» стал следующим синглом и, как предыдущий, дебютировал на 2-м месте UK Singles Chart. Больше синглов из этого альбома не выпускалось. Два трека, записанные в течение сведения альбома («Antarctic» и «The Soulmates»), остались только в японской версии альбома.

## Список композиций
1. «1985» — 4:08
2. «The Love of Richard Nixon» — 3:38
3. «Empty Souls» — 4:05
4. «A Song for Departure» — 4:20
5. «I Live to Fall Asleep» — 3:57
6. «To Repel Ghosts» — 3:58
7. «Emily» — 3:34
8. «Glasnost» — 3:14
9. «Always/Never» — 3:42
10. «Solitude Sometimes Is» — 3:21
11. «Fragments» — 4:02
12. «Cardiff Afterlife» — 3:27